# Badr ben Saoud ben Abdelaziz Al Saoud
Badr ben Saoud ben Abdelaziz Al Saoud (en arabeبدر بن سعود آل سعود), né en 1934 et mort le 21 juillet 2004, est un prince de la maison royale d'Arabie saoudite.

## Vie et carrière

### Jeunesse et éducation
Badr ben Saoud a été éduqué aux mains de son père, le roi Saoud. Il a terminé ses études secondaires à l'Institut d'Al Anjal[réf. nécessaire].

### Gouverneur de la province de Riyad
Fin 1962, le roi Saoud et son frère le prince héritier Fayçal se disputent pour déterminer qui détiendra le véritable pouvoir. En janvier 1963, le roi congédie la plupart des gouverneurs de province, qui étaient peut-être fidèles au prince héritier, dont le prince Fawaz ben Abdelaziz, gouverneur de la région de la capitale, et en remplace certains par ses fils, dont le prince Badr.
Il est nommé gouverneur de la province de Riyad le 20 janvier 1963 mais est limogé par le prince héritier Fayçal à peine deux semaines plus tard, le 4 février. Il se lance ensuite lancé dans le secteur privé, ne faisant plus jamais partie du gouvernement[réf. nécessaire].

### Exil
En 1964, le roi Saoud est contraint de s'exiler à Genève, en Suisse, puis dans d'autres villes européennes. En 1966, Nasser invite le souverain déchu à vivre en Égypte. Il y réside entre 1965 et 1967. Saoud est également autorisé à diffuser de la propagande sur Radio Cairo. Le prince Badr et certains de ses frères, tels que le prince Khalid, le prince Sultan et le prince Mansur, rejoignent leur père et soutiennent sa tentative de reconquérir le trône.

## Mariages et descendance
Le prince Badr s'est marié quatre fois, avec les princesses Sameera Al Muhanna, Buniah Al Meshaal Al Rasheed, Noura Bint Mohammed Ben Abdulaziz Al Shuhail et Nora Bint Fahd Al Qahtani. Il a eu huit fils :
- Salman
- Turki, qui a cinq enfants : Saoud, Sarah, Abdulaziz, Khalid et Al Jawharah.
- Mansour
- Khalid, qui a deux enfants : Nasser et Bandar.
- Abdulaziz, qui a cinq enfants : Mechaal, Saoud, Haïfa, Bonayah et Al Anoud.
- Talal, qui a six enfants : Saoud, Khalid, Adhwa, Shahad, lMohammed et Noura.
- Walid, qui a trois enfants : Areej, Ahhad et Bader.
- Husam, qui a cinq enfants : Salmane, Noura, Al Jawharah, Sultan et Abdullah.

## Mort
Il meurt le 21 juillet 2004 à l'âge de 70 ans et est enterré au cimetière Al-Oud à Riyad.